# توکیو لند
توکیو لند (انگلیسی: Tokyu Land) شرکت املاک و مستغلات ژاپنی است، که در سال ۲۰۱۳ توسط کیتو گوتو تأسیس شد.